# جره سفلی
جره سفلی، روستایی از توابع بخش سعدآباد شهرستان دشتستان در استان بوشهر ایران است.

## جمعیت
این روستا در دهستان وحدتیه قرار دارد و براساس سرشماری مرکز آمار ایران در سال ۱۳۸۵، جمعیت آن زیر سه خانوار بوده‌است.